# Maggie Hassan
Margaret Coldwell Hassan, dite Maggie Hassan, née Wood le 27 février 1958 à Boston (Massachusetts), est une femme politique américaine. Membre du Parti démocrate, elle est gouverneure du New Hampshire de 2013 à 2017 et sénatrice du New Hampshire au Congrès des États-Unis depuis 2017.

## Biographie

### Jeunesse et famille
Maggie Hassan est la fille de Robert Coldwell Wood et de Margaret Wood. Elle a une sœur, Frances, et un frère Frank. Elle grandit à Lincoln, dans la banlieue de Boston ; son père est alors professeur au Massachusetts Institute of Technology.
Elle est diplômée de l'université Brown en 1980 et de la faculté de droit de l'université du Nord-Est en 1985,. Elle rencontre son futur mari Thomas Hassan à Brown. Ils ont ensemble un fils, Ben, atteint d'infirmité motrice cérébrale. Alors qu'elle est avocate, Hassan se bat pour que l'école de son fils soit accessible. En 1999, elle est nommée par la gouverneure Jeanne Shaheen à la commission consultative sur l'éducation du New Hampshire.

### Carrière politique
En 2002, Hassan se présente au Sénat du New Hampshire mais est battue par le républicain sortant Russell Prescott. Deux ans plus tard, elle prend sa revanche et entre à l'assemblée. Elle est réélue deux fois, dans le 23e district, et reste en poste de janvier 2005 à décembre 2010. Elle est également élue chef de la majorité démocrate au Sénat en 2008, avant de quitter cette fonction lorsqu'elle perd son mandat de sénatrice en 2010 face à Prescott.

### Gouverneure du New Hampshire
Quand le gouverneur John Lynch annonce qu'il ne sera pas candidat à sa réélection, Hassan est la première démocrate à déclarer sa candidature pour la fonction en octobre 2011. Elle bat la sénatrice locale Jacalyn Cilley dans la primaire démocrate et fait face à l'avocat Ovide Lamontagne, candidat républicain, lors de l'élection de 2012 pour le poste. Elle remporte 55 % des suffrages et prête serment le 3 janvier 2013. Candidate à un deuxième mandat lors de l'élection du 4 novembre 2014, elle est réélue avec 52,5 % des voix face au républicain Walt Havenstein,.
Durant son mandat, elle n'occupe pas la résidence du gouverneur (en) mais reste domiciliée à la Phillips Exeter Academy, où son mari est principal.

### Sénatrice
En 2016, toujours gouverneure, elle annonce sa candidature au Sénat des États-Unis dans le cadre des élections fédérales en vue d'affronter la républicaine sortante Kelly Ayotte. Les deux femmes sont populaires et sont au coude-à-coude dans les sondages. Hassan remporte l'élection avec 1 019 voix d'avance, sur un total de 738 000 bulletins.
Le 3 janvier 2017, elle commence son mandat de sénatrice, après avoir démissionné de celui de gouverneure.
En  2022, elle est réélue avec 53,5 % des voix contre 44,4 % pour son adversaire républicain, l'ancien général Don Bolduc (en).